# Caratteri a larghezza fissa

Confronto tra font a larghezza variabile e font a spaziatura fissa

Un carattere a larghezza fissa, detto anche monospaziato o non proporzionale, è un tipo di carattere le cui lettere e caratteri occupano ciascuno la stessa quantità di spazio orizzontale. Ciò contrasta con i tipi a larghezza variabile, in cui le lettere e le spaziature hanno larghezze diverse.
I caratteri monospaziati sono usati comunemente nelle macchine per scrivere e per la composizione di codici informatici.
I caratteri monospaziati erano ampiamente utilizzati nei primi computer e terminali informatici, che spesso avevano capacità grafiche estremamente limitate. L'implementazione hardware è stata semplificata utilizzando una modalità testo in cui il layout dello schermo era rappresentato come una griglia regolare di riquadri, ognuno dei quali poteva essere impostato per visualizzare un carattere tramite l'indicizzazione nella mappa dei caratteri dell'hardware. Alcuni sistemi consentivano di visualizzare testo colorato variando il colore di primo piano e di sfondo per ogni riquadro. Altri effetti includevano video invertiti e testo lampeggiante. Tuttavia, questi primi sistemi erano solitamente limitati a un singolo font per la riga di comando.
Sebbene oggi i computer possano visualizzare un'ampia gamma di font, la maggior parte degli IDE e degli editor di testo software utilizza un font a spaziatura fissa come carattere predefinito. Ciò aumenta la leggibilità del codice sorgente, che spesso si basa fortemente sulle distinzioni che coinvolgono simboli individuali, e rende le differenze tra le lettere più univoche in situazioni come le caselle di immissione della password in cui gli errori di battitura non sono accettabili. I font a spaziatura fissa vengono anche utilizzati nel terminale virtuale e per la disposizione di dati tabulati in documenti di testo normale. Nei manuali tecnici e nelle risorse per i linguaggi di programmazione, un font a spaziatura fissa viene spesso utilizzato per distinguere il codice dal testo in linguaggio naturale. I caratteri a spaziatura fissa vengono utilizzati anche dall'output del disassembler, facendo sì che le informazioni vengano allineate in colonne verticali.
I caratteri a larghezza fissa permettono un migliore riconoscimento ottico dei caratteri: esempi sono OCR-A e OCR-B.
Il termine moderno è talvolta utilizzato come sinonimo di famiglia di caratteri generici a spaziatura fissa. Il termine moderno può essere utilizzato per un nome di famiglia di font generico a passo fisso, che è utilizzato nel formato OpenDocument (ISO/IEC 26300:2006) e Rich Text Format.
Esempi di caratteri a spaziatura fissa sono Courier, Lucida Console, Menlo, Monaco, Consolas, Inconsolata, PragmataPro e Source Code Pro.

## Uso nell'arte
Nelle impostazioni tipografiche a spaziatura fissa dei computer e delle macchine da scrivere si sono sviluppate molteplici forme d'arte, in cui l'ennesimo carattere di ogni riga si allinea verticalmente tra loro. Tale gruppo di caratteri è talvolta chiamato colonna.
Di seguito è illustrata la riproduzione di un elemento dell'arte ANSI, il disegno lineare, tramite un font proporzionale e a spaziatura fissa.
| Carattere proporzionale | Carattere monospaziato  |
| ----------------------- | ----------------------- |
| ┌─┐┌┬┐ │ │ ├┼┤ └─┘ └┴┘  | ┌─┐ ┌┬┐ │ │ ├┼┤ └─┘ └┴┘ |

Il fallimento di un font proporzionale nel riprodurre le caselle desiderate sopra motiva l'uso di font monospaziati nella creazione e visualizzazione di arte ASCII e ANSI. Alcune poesie composte monospaziate su macchine da scrivere o computer dipendono anche dall'allineamento verticale delle colonne di caratteri. Per questo motivo, le poesie di EE Cummings sono spesso scritte in caratteri monospaziati. Alcuni videogiochi classici (ad esempio Rogue e NetHack) e quelli che imitano il loro stile (ad esempio Dwarf Fortress) utilizzano una griglia monospaziata di personaggi per rappresentare il loro stato per il giocatore. Si ritiene che Quiz Show (1976) sia stato il primo videogioco ad utilizzare il font "arcade" monospaziato 8×8, ampiamente adottato nei videogiochi dell'epoca.

## Figure tabellari

Alcuni font, come Hepta Slab (mostrato sopra), contengono sia figure proporzionali (a sinistra) che tabellari (a destra). È possibile utilizzare i CSS per scegliere tra questi due set di glifi numerici.

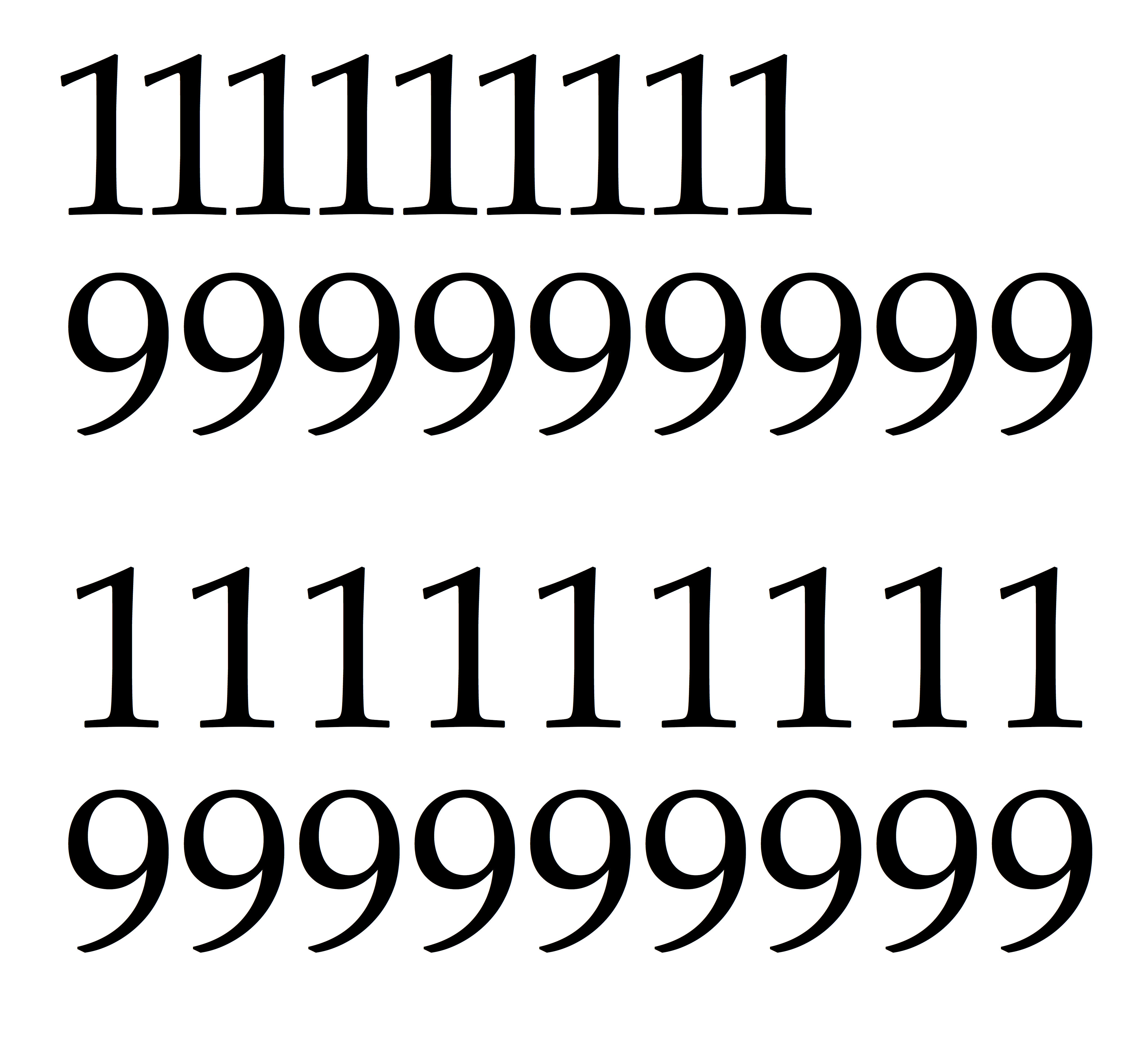
Figure proporzionali (sopra) e tabulari (sotto) nel Palatino

Molti font che generalmente non sono monospaziati hanno numeri che sono noti come figure tabulari. Poiché la spaziatura tabulare fa sì che tutti i numeri con lo stesso numero di cifre abbiano la stessa larghezza, viene utilizzata per la composizione di documenti quali listini prezzi, elenchi di azioni e somme nei libri di testo di matematica, tutti i quali richiedono che le colonne di numeri siano allineate una sopra l'altra per un confronto più semplice. La spaziatura tabulare è anche una caratteristica comune di semplici dispositivi di stampa come registratori di cassa e timbri datari. I caratteri destinati all'uso professionale in documenti come le relazioni aziendali possono anche far sì che i numeri in grassetto occupino la stessa larghezza dei numeri in stile normale; la coerenza tra gli stili è chiamata duplexing.

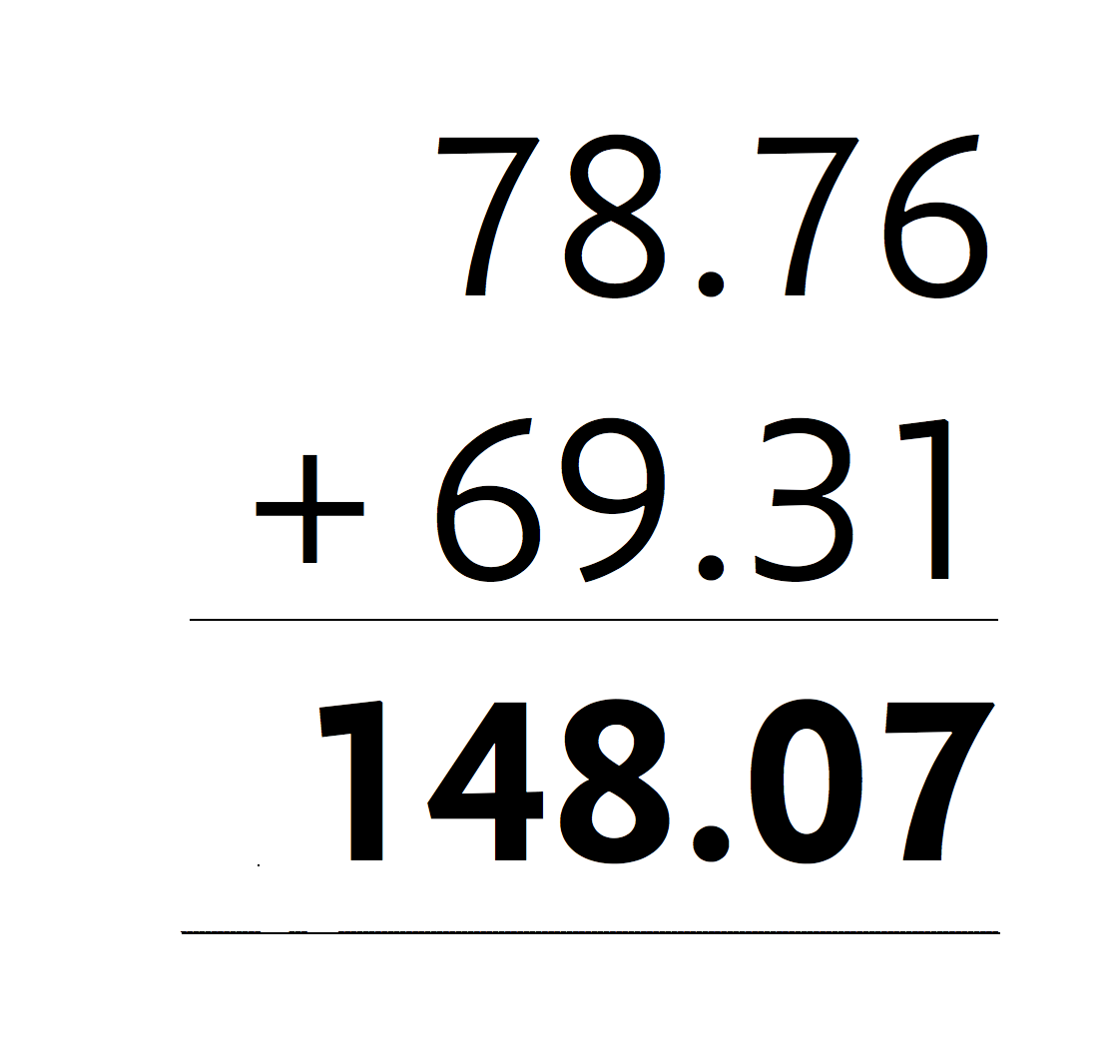
Numeri duplexati nel Concourse. Le cifre in grassetto e quelle normali hanno la stessa larghezza.

L'alternativa alla spaziatura tabulare è la spaziatura proporzionale, che posiziona i numeri molto vicini tra loro, riducendo lo spazio vuoto in un documento e si pensa che consenta ai numeri di fondersi nel testo in modo più efficace. Con i font moderni che utilizzano i formati TrueType o OpenType, è possibile includere sia figure proporzionali che tabulari nello stesso file di font e scegliere tra di esse utilizzando le impostazioni delle opzioni del font in applicazioni come elaboratori di testi o browser web.

## Altri usi
In biochimica, i caratteri a spaziatura fissa sono preferiti per visualizzare sequenze di acidi nucleici e proteine, poiché garantiscono che la rappresentazione di ogni nucleotide o amminoacido occupi la stessa quantità di spazio. L'allineamento delle lettere facilita il confronto visivo di diverse sequenze.
Sia le sceneggiature che i copioni delle opere teatrali utilizzano spesso caratteri a spaziatura fissa, per rendere più facile valutare la durata di una sceneggiatura in base al numero di pagine. Lo standard del settore è Courier da 12 punti. Una tradizione sostiene che, in questo formato, una pagina di sceneggiatura occuperà un minuto di tempo sullo schermo o sul palco.
I caratteri monospaziati sono usati spesso nella musica intavolata per chitarra e basso. Ogni riga di una tablatura rappresenta una corda di chitarra, il che richiede che gli accordi suonati su più corde vengano tablati in sequenza verticale, un'impresa realizzabile solo grazie alla prevedibilità della larghezza fissa.